# 黑山紫菀
黑山紫菀（学名：Aster nigromontanus）为菊科紫菀属的植物，为中国的特有植物。分布于中国大陆的云南等地，生长于海拔1,500米至2,100米的地区，见于山坡草地，目前尚未由人工引种栽培。